# Pierre-Claude Daunou

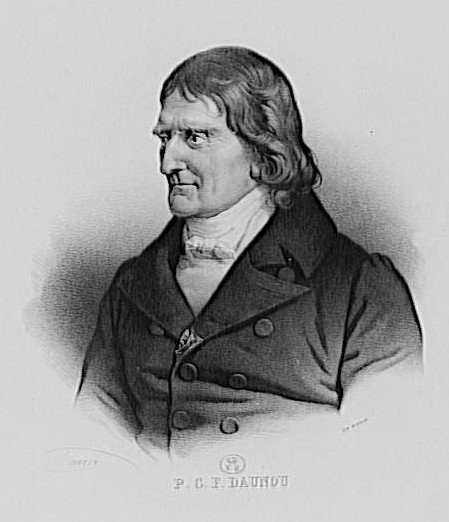
Pierre Claude François Daunou

Pierre-Claude François Daunou (* 18. August 1761 in Boulogne-sur-Mer (Département Pas-de-Calais); † 20. Juni 1840 in Paris) war ein französischer Politiker, Historiker und Archivar. 

## Leben
Pierre Claude François Daunou wurde als Sohn des Chirurgen Pierre Daunou und dessen Ehefrau Marie-Antoinette-Péronne Sauzet geboren. Er trat 1777 den Oratorianern bei, an deren Schulen er später Theologie, Philosophie und Literatur unterrichtete. 1787 wurde er zum Priester geweiht.
Im September 1792 wurde Daunou von seinem Heimatdépartement Pas-de-Calais in den Nationalkonvent gewählt und gehörte dort dem Ausschuss für Volksbildung an. Er stimmte im Januar 1793 gegen den Tod Ludwigs XVI. und wurde am 3. Oktober 1793 aufgrund seiner politischen Nähe zu den Girondisten verhaftet. Daunou kehrte am 21. Dezember 1794 in den Nationalkonvent zurück und wurde dort im April 1795 in die Elfer-Kommission berufen, um die Verfassung des Jahres III zu erarbeiten. Vom 4. bis 20. August 1795 amtierte er als Präsident des Nationalkonvents.
Daunou gehörte von 1795 bis 1797 sowie von 1798 bis 1799 dem Rat der Fünfhundert an und fungierte vom 28. Oktober bis 21. November 1795 als dessen erster Präsident. Vom 18. August bis 21. September 1798 stand er erneut dem Rat der Fünfhundert vor, seine dritte und letzte Präsidentschaft währte vom 22. bis 26. Dezember 1799. Des Weiteren zählte der gemäßigte Republikaner zu den Gründern des „Institut national des sciences et des arts“ (seit 1806 „Institut de France“) und, als Gesandter der Französischen Republik in Rom, zu den Verfassern des Grundgesetzes der Römischen Republik von 1798. Doch Anfang 1799 schloss sich Daunou der Partei um Sieyès und Talleyrand an und arbeitete auf den Sturz des Direktoriums hin.

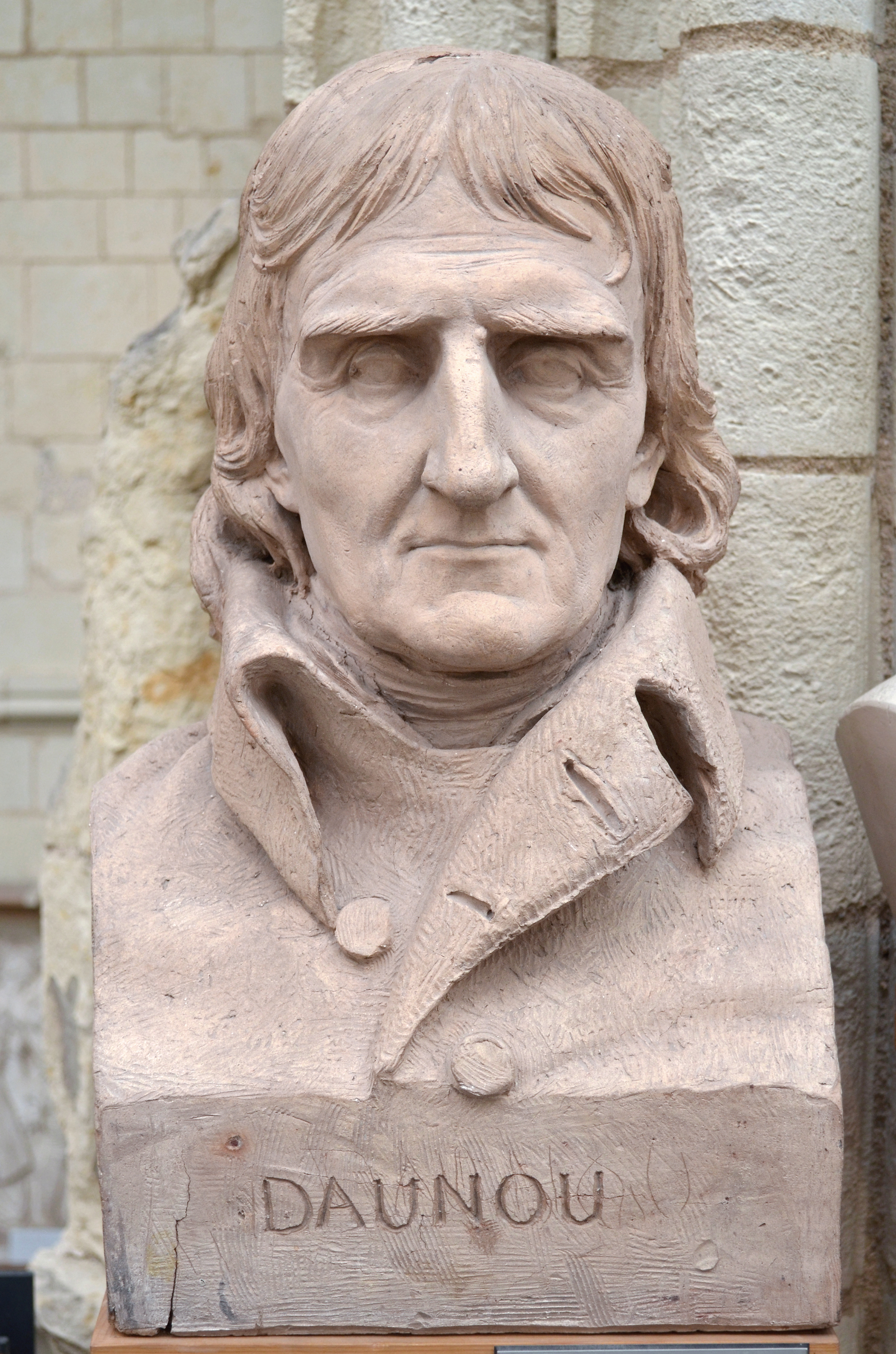
Pierre Daunou von David d’Angers (1840).

Nach dem Staatsstreich des 18. Brumaire VIII (9./10. November 1799) gehörte Daunou der Verfassungskommission an. Er entwarf ein Grundgesetz für das Konsulat, das der Erste Konsul Napoleon Bonaparte als zu liberal zurückwies. Noch im Dezember 1799 wurde Pierre Daunou in das neugebildete Tribunat berufen, aus dem er 1802 aufgrund seiner kritischen Ansichten entfernt wurde. Daunou bekannte sich zu den „Idéologues“, die durch allseitige Analyse des Menschen ein Regelsystem für Recht, Moral und Staatskunst entwickeln wollten. Napoleon Bonaparte verabscheute diese philosophische Schule und verunglimpfte ihre Vertreter als „metaphysische Schaumschläger“. Das Regime bekämpfte die „Idéologues“, so dass diese zunehmend ihre gesellschaftliche Bedeutung verloren.
Trotzdem wurde Pierre Daunou 1804 zum Archivar des Kaiserreiches bestellt. Er reformierte das Bibliothekswesen und ordnete die Archive neu. Im Jahr 1810 verfasste Daunou im Auftrag Napoleons den „Essai historique sur la puissance temporelle des papes“ (Essay über die weltliche Macht der Päpste) und überführte 1811 die päpstlichen Archive nach Frankreich. 
Die Leitung des Archivwesens musste Daunou im Februar 1816 auf Drängen der zurückgekehrten Bourbonen niederlegen. Er lehrte seit 1819 am Collège de France Geschichte und Moral, war über mehrere Jahre Mitglied der Deputiertenkammer und befürwortete die Julirevolution von 1830. Pierre Claude François Daunou übernahm wieder die Leitung des Archivwesens und amtierte seit 1838 als ständiger Schriftführer der Académie des Inscriptions et Belles-Lettres. 1838 wurde er als auswärtiges korrespondierendes Mitglied in die Académie royale des Sciences, des Lettres et des Beaux-Arts de Belgique aufgenommen. Er erhielt 1839 die Würde eines Pairs von Frankreich und verstarb am 20. Juni 1840 in Paris.